# 당신 손을 잡고 싶어
《당신 손을 잡고 싶어》(영어: I Wanna Hold Your Hand)는 미국에서 제작된 로버트 저메키스 감독의 1978년 역사 코미디 영화이다. 낸시 앨런 등이 출연하였고, 터마라 아세예브 등이 제작에 참여하였다.
이 영화의 제목은 비틀스의 1963년 동명 제목 노래 I Want to Hold Your Hand에서 가져온 것이다.
이 영화는 시사회와 평단 반응이 좋았음에도 불구하고 상업적으로 성공하지 못했다.

## 출연
- 낸시 앨런
- 보비 디치코
- 마크 매클루어
- 테리사 살다나
- 웬디 조 스퍼버
- 에디 디즌
- 윌 조던
- 딕 밀러
- 크리스틴 더벨

## 기타 제작진
- 미술: 피터 제이미슨